# Henneguya pagri
Henneguya pagri is een microscopische parasiet uit de familie Myxobolidae. Henneguya pagri werd in 2005 beschreven door Yokoyama, Itoh & Tanaka. 